# 송포유 (텔레비전 프로그램)
《송포유》는 SBS에서 2013년 9월 21일부터 2013년 9월 26일까지 방영한 추석 특집 예능 프로그램이다.

## 논란
- 학교폭력 가해학생들의 변화를 보여준다는 취지에 대해 여론은 일진을 미화한다며 비판적으로 바라보았다. 이승철이 방송중 아이들에게 '나는 전과 9범이었다'고 말한 점도 논란이 되었다.[1]
- 인터뷰 중 몇몇 학생은 "고등학교 1학년 때 폭행으로 전치 8주인가 상처를 입혔다", "전에 학교에서 퇴학당했는데 그때 애들 땅에 묻고 그랬다" 등의 죄책감 없이 무용담처럼 말했다는 비판도 있었다. 이후 온라인 커뮤니티에는 방송에 출연한 아이들에게 피해를 받았다는 증언이 뒤따랐다.
- 이에 대해 서혜진 PD는 경향신문 인터뷰에서 피해자에게 사과하라 요구하는 것은 '교조주의적이고 구시대적 발상'이라며 "이 아이들은 이미 소년원에 갔다왔고 보호관찰을 받는 아이들로, 죗값을 치른 아이들이다. 대체 어디까지 뭘 어떻게 하라는 것이냐"고 답했다.[2] 이 발언 뒤 서혜진은 과거의 징계사실까지 거론되며 SNS에서 많은 비판을 받았다.
- 이승철 역시 전과 9범 발언을 두고 '선의의 거짓말'이라고 말해 진위 논란이 일어났다.[3]
- 이런 상황에서 네티즌들은 9월 21일 방송 중 이승철이 우유곽을 에어컨 실외기에 놓은 것도 문제삼았다.[4]
- 방송에 출연한 한 학생이 9월 14일에 자신의 SNS에 폴란드의 클럽에 갔다온 후기를 올린 것과, 프로그램에 대한 논란을 두고 욕설을 한 것이 드러나 문제가 되기도 했다.[5]
- 프로그램 작가가 아이들에게 "걔네들은 너희처럼 방송에도 못 나와 보고 살면서 기회를 제대로 못 가져본 루저들이라서 그래. 불쌍히 여겨주렴"이라며 시청자를 폄하하는 댓글을 단 것이 캡처되어 인터넷 커뮤니티에 퍼져 논란이 일었다.
- 9월 24일 서혜진 PD는 3부 기자 시사회를 열어 지적받은 점을 해명하며, "소외된 학생들이 합창을 통해 작은 추억을 쌓을 수 있는 기회를 마련해주기 위한 것이다. (...) 긴 시간 동안 학생들이 합창 대회를 준비하면서 변해가는 과정을 담는 것이 목표였다"며 기획의도를 설명하였다. 부적절한 언행이 그대로 방송에 나온 것은 '아이들이 어떻게 변화할 지 미리 정해놓고 꾸미기보다는 아이들의 모습을 있는 그대로 보여드리고 싶었다'고 해명했으며, 작가의 '루저' 발언에 대해서는 학생들을 상담하며 사적으로 말한 것이라고 말했다.[6][7]
- 9월 25일 성지고 교사는 SBS 홈페이지에 방송사가 아이들을 불량 학생처럼 보이도록 교묘히 편집했다며 항의했다. 이후 그 글은 지워졌다.[8]

## 수상
- 송포유 팀은 제1회 코페르니쿠스 국제합창대회(INTERKULTUR)에 참가하여 은상을 받았다.
- 하지만 이후 그 대회에는 단 4팀이 출전했으며, 금상·은상 모두 2개에다 송포유팀은 3위를 하였다는 주장이 나와 실적 부풀리기 의혹이 있었다. SBS는 공식적으로 은상이라 말한 게 아니라, 절대 평가로 치러지는 점수 중 '실버 등급'을 받았다고 해명했다.[9][10]